# Ostskatt
Ostskatt var en av de skatter, som i Härjedalen motsvarade grundskatterna i andra landskap i Sverige. Fastän ostskatten, sedan den förvandlats till penningar, inräknades i mantalsräntan, hade den dock karaktären av tionde genom delningen i tre lika delar mellan kronan, kyrkan och sockenprästen. Den kallades också av gammalt tionde- eller skatteost. Av ålder hade den erlagts i ost; och som regel gällde, att den skulle i värde motsvara en dags mjölkning av alla bondens mjölkande boskap årligen om sommaren, då den mjölkar bäst. Osten tillverkades under tiden från vårfrudagen till midsommar, då kronofogden kom för att mottaga och väga den sockenvis samt fördela den så, som ovan är nämnt. Sedan vid tiondesättning i Överhogdals socken under 1820-talet en bestämd skattegrund vunnits, näml. en mjölkko för varje "trög" med en avkastning av 1½ kanna mjölk, motsvarande ½ skålpund ost, varav kronans andel 1/6 skålpund, kom vid efter hand skeende skatteregleringar ostskatten att beräknas i penningar och inlagd i mantalsräntan.